# هرمان گلوکنر
هرمان گلوکنر (به آلمانی: Hermann Glöckner)؛ (زادۀ ۲۱ ژانویهٔ ۱۸۸۹ میلادی – درگذشتۀ ۲۵ مهٔ ۱۹۸۷ میلادی) نقاش و مجسمه‌ساز اهل آلمان بود. او نمایندۀ مهم کانستراکتیویسم (ساخت‌گرایی) بود.

## زندگی‌نامه
گلوکنر در کوتا نزدیک درسدن به دنیا آمد. او در سال ۱۹۰۳ میلادی به مدرسۀ حرفه‌ای در لایپزیگ رفت و به عنوان طراح منسوجات مشغول به کار شد. از سال ۱۹۰۴ تا ۱۹۱۱ میلادی او در کلاس‌های عصرانه در آموزشگاه هنر و صنایع دستی در درسدن شرکت کرد و در آنجا با کورت فیدلر دوست شد. از جمله سخنران‌های آن‌ها اسکار سایفرت و کارل راده بود که بعدها استاد مشهور آکادمی هنرهای زیبای درسدن شد و سال‌ها دوست گلوکنر باقی ماند. گلوکنر عمدتاً به رسم‌ها و همچنین به طرح‌ریزی‌ها و هندسه علاقه‌مند بود. از سال ۱۹۱۴ تا ۱۹۱۸ میلادی در بخش‌های پیاده‌نظام در فرانسه، روسیه و لهستان خدمت کرد.
پس از جنگ جهانی اول، گلوکنر با کپی‌کردن نقاشی‌های گالری آثار استادان قدیمی مقداری پول به دست آورد. در آکادمی هنرهای زیبای درسدن از سال ۱۹۲۳ تا ۱۹۲۴ میلادی نزد اتو گوسمان تحصیل کرد. هانس گروندیگ در میان هم‌شاگردی‌هایش بود. با این حال، سبک تجربی او مورد توجه همه قرار نگرفت و گلوکنر دوباره آکادمی را ترک کرد. در سال‌های بعد به‌ عنوان یک فریلنسر به ساخت‌گرایی عمیق‌تر روی آورد. در سال ۱۹۳۲ میلادی او به عضویت دوباره تأسیس جدایی درسدن درآمد. نازی‌ها از هرگونه فرصتی برای نمایش و فروش نقاشی‌ها و گرافیک‌هایش امتناع کردند؛ بنابراین او برای کسب درآمد به اسگرافیتو روی آورد.